# Volk van Laaf
Het Volk van Laaf is een sub-themagebied in het Nederlandse attractiepark de Efteling. Het dorp bestaat uit een walkthrough met diverse (overdekte) kijktaferelen en bevat daarnaast ook een monorail en speelplaats. 
De bewoners van het dorp worden Laven genoemd. Overal in het Lavenlaar, de naam van het dorp, zijn Laven te zien die bezig zijn met hun dagelijkse bezigheden, waaronder bier brouwen, lesgeven en brood bakken. Deze activiteiten zijn te bezichtigen in diverse gebouwen en in de openlucht bij bomen of aan de oever van een riviertje. Bezoekers lopen door gebouwen, over kronkelpaden, een wankelbrug en stenen in het water en maken op die manier kennis met het leven van de Laven.

## Geschiedenis

### Het begin
In de jaren 80 van de 20e eeuw had de Efteling zich ook op de jongere doelgroep gericht met de opening van attracties zoals de Python, Piraña en Halve Maen. Het park wilde graag weer terug naar het 'hoofdthema', namelijk sprookjes. Er werd gekozen voor een niet-bestaand sprookje. Ontwerper Ton van de Ven bedacht de verhaallijn en ontwierp ook het gehele sub-themagebied. Aanvankelijk speelde het idee voor het realiseren van een gebied gebaseerd op Luilekkerland. Hiervoor waren ook ontwerpen gemaakt. Eind jaren 80 kreeg het project vorm onder de projectnaam: Funny Village. Als locatie werd een speeltuin gekozen die hiervoor deels gesloopt werd. In 1989 werd het Volk van Laaf aangekondigd aan de buitenwereld. De bouw van het gehele Volk van Laaf duurde acht maanden en had een kostenplaat van ƒ 15 miljoen. Op 15 juni 1990 werd de attractie officieel opengesteld voor bezoekers van het park. Bezoekers mochten echter al vanaf 12 april het Lavenaar bezoeken.

### Latere toevoegingen

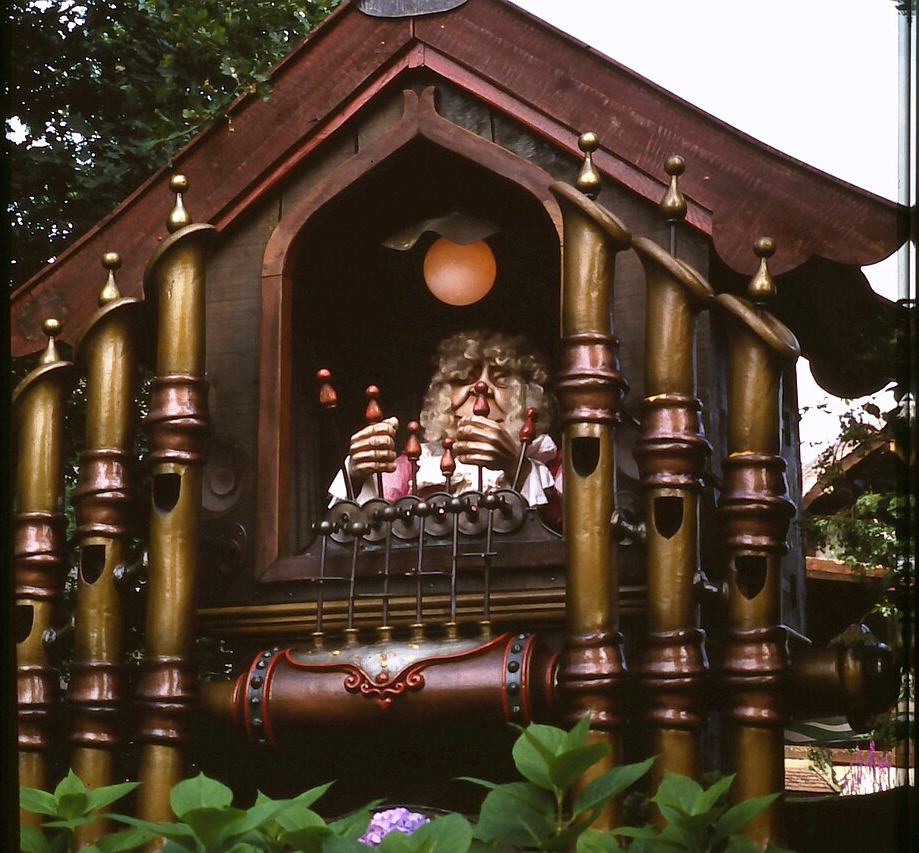
Laaf Loetwijk in de jaren 90.

Er waren na de opening geen Laven buiten de dorpshuizen te vinden. In 1991, een jaar na de opening, werden er een aantal Laven buiten toegevoegd zoals de schoorsteenveger, elektricien en Laaf Loetwiek in het orgel.
In 1995 werden er twee grote aanpassingen gedaan aan de monorail. De voertuigen werden, door te trappen, door bezoekers in beweging gebracht. Dit bleek achteraf onwenselijk te zijn, waarna de voertuigen geëlektrificeerd werden. Ook werd de lengte van de baan ingekort ter hoogte van het station van de monorail. Zo ging tot 1995 de monorail tweemaal door het station. Zeven jaar later in 2002 werd er muziek aan het stationsgebouw toegevoegd. Later werd in het voormalige controlehok in het station een Laaf toegevoegd. Tot 1995 zat een medewerker in het controlehok, maar is toen verplaatst naar een barkruk in het station.
In 2003 sloot het Lurk en Limoenhuys als enige horecapunt in het Lavenaar. Er werd op de voordeur een bord opgehangen met 'under construction' en vanuit het gebouw waren geluidseffecten toegevoegd alsof er verbouwd werd.  
In de jaren 10 waren er vergevorderde plannen om het Lavenaar uit te breiden met twee vrije val torens op de locatie waar voorheen het Kinderspoor te vinden was. In 2015 werd naar buiten gebracht dat het plan definitief van tafel was. Wel werd er gewerkt aan een televisieserie waarin de Laven centraal stonden die een paar jaar later verscheen.
In 2019 werd de naam van souvenirwinkel de Loetiek gewijzigd naar Spiegeltje, spiegeltje... Ook het assortiment wijzigde en heeft sindsdien geen link meer met de Laven.

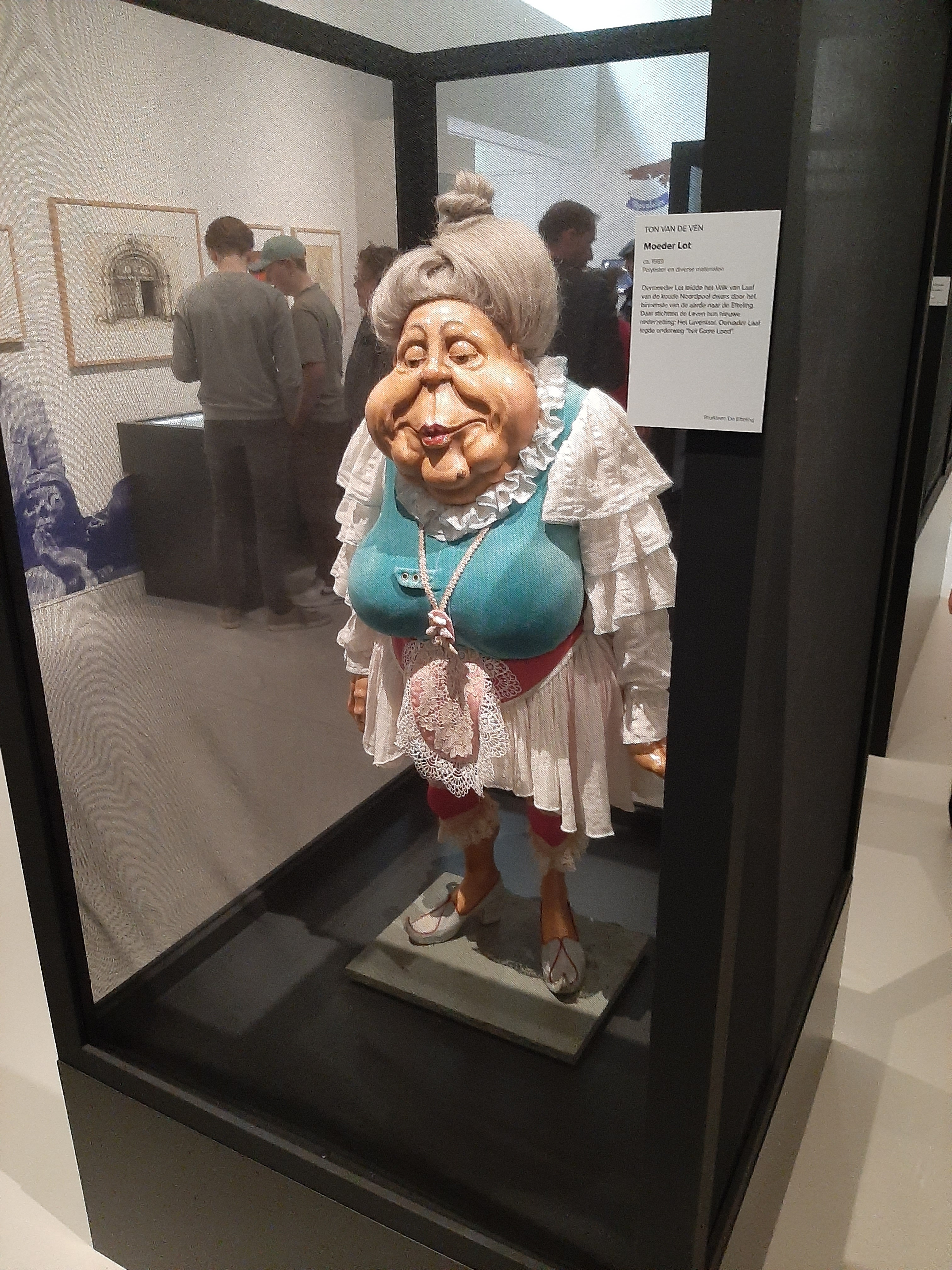
Laaf Lot was onderdeel van de presentatie van Efteling: De Tentoonstelling.

In 2022 vond in Het Noordbrabants Museum Efteling: De Tentoonstelling plaats. Hier werden een aantal Laven en ontwerptekeningen gepresenteerd. Eind 2023 verscheen op een nieuwssite een bericht over een heropening van het Lurk en Limoenhuys.
In de jaren die daarop volgden vond er stapsgewijs groot onderhoud plaats aan het Lavenaar. Zo werd een deel van de 'overkapping' van de entree van Lal's Brouwhuys opengewerkt. Ook werd het Laafs Loerhuys begin van 2024 gesloten voor onbepaalde tijd in verband met problemen met de constructie. Op 3 augustus 2024 heropende na 21 jaar het Lurk en Limoenhuys. Ditmaal niet als horecapunt, maar als nieuw kijktafereel. De heropening werd niet aangekondigd door de Efteling. Op de dag van de opening plaatse het park dit op onder meer haar website en sociale mediakanalen.

## Verhaal
Het verhaal van het Volk van Laaf is een niet-bestaand sprookje, verzonnen door Eftelingontwerper Ton van de Ven. Oorspronkelijk woonden de Laven op de Noordpool maar door omstandigheden zagen ze zich genoodzaakt om ondergronds hun leven voort te zetten. Na jaren graven kwamen ze uiteindelijk weer bovengronds: in de Efteling! Hier bouwden ze hun nieuwe dorp. Het gat waar ze weer naar boven kwamen kruipen is te zien in het Loof en Eerhuys.

## Dorpshuizen
Het Lavenaar bestaat uit vijftien dorpshuizen. Allen worden gekenmerkt door de opvallende overeenkomsten in de architectuur. Dakbedekking van riet, puntige daken, vaak een bolletje van gietijzer op het puntdak en veel het gebruik van houten balken. 

### Slakkenhuys
Het Slakkenhuys bevindt zich naast de hoofdentree van het Lavenaar en doet dienst als station van de monorail. In het Lavenaar bevindt zich het begin van de wachtrij. Te herkennen aan de houten hekken en houten overkapping. Het station bevindt zich op de eerste verdieping die met een wenteltrap te bereiken is. In het station zijn er drie instapplaatsen. De uitgang van de monorail is aan de andere zijde van het Slakkenhuys. De medewerker die de monorail bedient doet dit vanaf een barkruk in het station. In het voormalige controlehok staat een laaf die aan hendels trekt, alsof hij de attractie bestuurt. 

### Lonkhuys

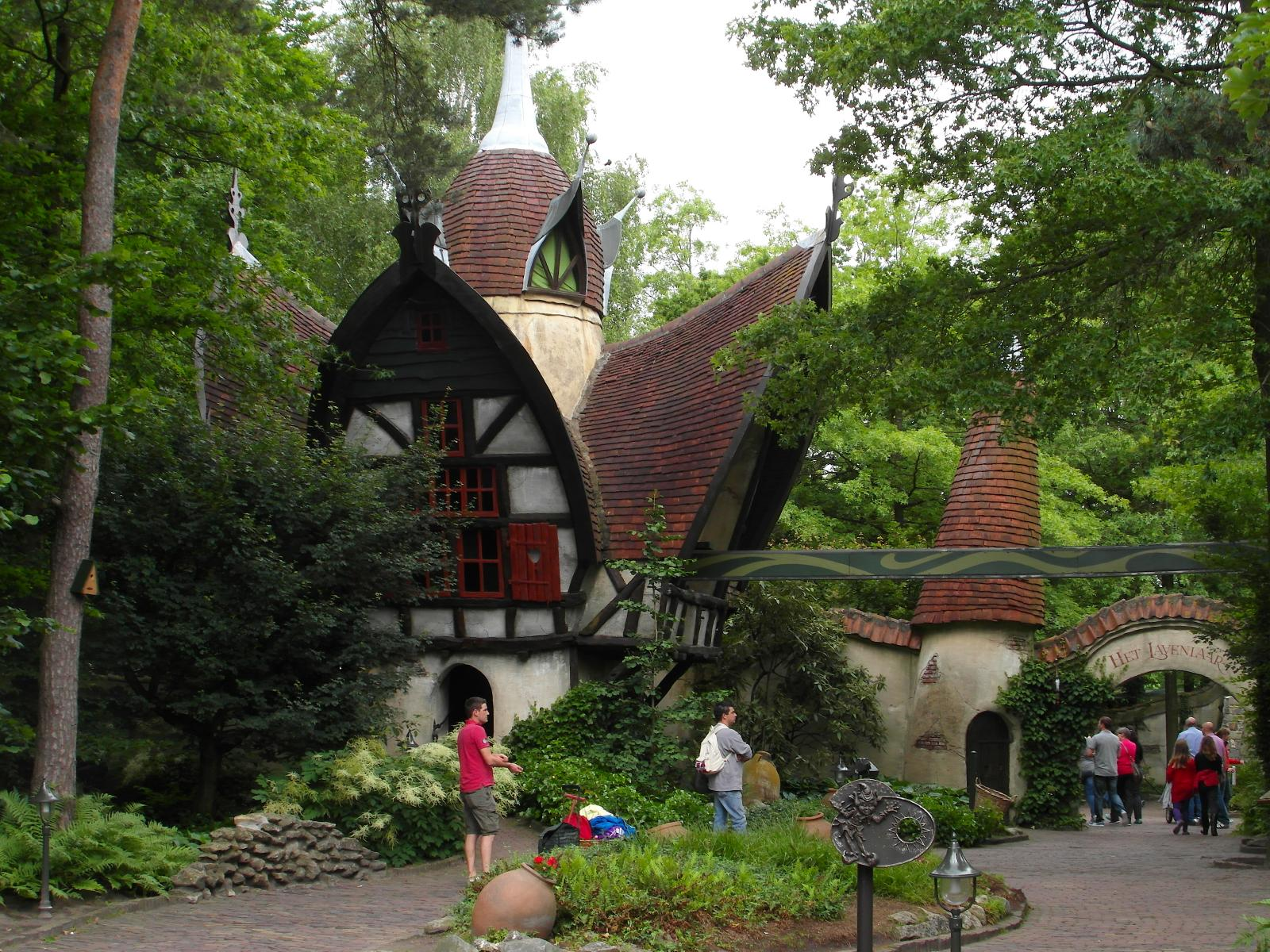
Het Lonkhuys naast de hoofdentree.

Het Lonkhuys staat bij de hoofdentree van het Lavenaar. Het Lonkhuys telt twee ingangen, waarbij bezoekers met een trap de eerste verdieping kunnen bereiken. Het gebouw dient als uitkijktoren. Binnenin bevindt zich verder niks. Ook is het Lonkhuys het eerst gebouw dat de voertuigen van de monorail betreden.

### Laafs Loerhuys
Het Laafs Loerhuys is een rond gebouw met een puntdak en staat tegenover de entree van de monorail. In het midden van het gebouw staat een put. In de put wordt aan de hand van acht afbeeldingen het verhaal van het Volk van Laaf verteld. Het verhaal is ingesproken door Wieteke van Dort. Het concept van het Laafs Loerhuys is gebaseerd op de Put van mevrouw Holle in het Sprookjesbos. Op de muren in het gebouw zijn muurschilderingen te zien. Op een aantal afbeeldingen, die in de put getoond worden, staan Laven en gebouwen afgebeeld die ook terug te vinden zijn in het Lavenaar zoals het Lariekoekhuys en Oermoeder Lot.

### Lot's Kraamhuys

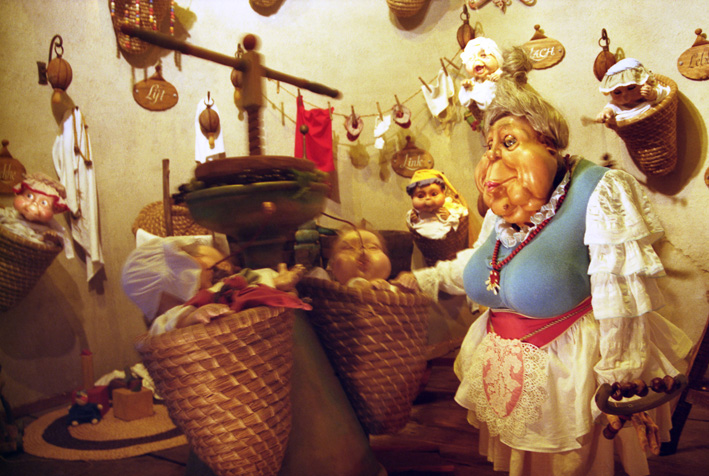
Oermoeder Lot met diverse Larfjes.

Lot's Kraamhuys is een rond gebouw met een koepelvormig gebouw. Aan de buitenzijde hangt een uithangbord waarop de naam en een babylaaf in een korf staat afgebeeld. In het exterieur zijn een aantal bloempotten aangebracht die aangesloten zijn op regenpijpen. Lot's Kraamhuys is aan twee kanten te betreden. Binnenin bevinden zich 26 Laven, waarvan 24 babylaven, ook wel Larfjes genoemd. De Larfjes zitten in korfjes waarvan een deel aan de muur hangt. Ieder Larfje voert zijn eigen activiteit uit zoals blazen tegen een papieren molen, verstoppen in zijn mand of de speen van een andere Larf proberen af te pakken. In dezelfde ruimte staat Laaf Oermoeder Lot. Te herkennen aan haar blauwe en witte kleding. In een rieten stoel ligt Laaf Lowik. De Larfjes hebben allen een naam die begint met de letter L. Op de muur staan hun namen weergegeven. Ook hangt er aan de muur een foto van Oermoeder Lot samen met Stamvader Laaf. In Lot's Kraamhuys is geen muziek te horen. Wel is gehuil en gelach te horen. Door de geluidseffecten heen is te horen dat Oermoeder Lot aan het neuriën is.

### Lal's Brouwhuys

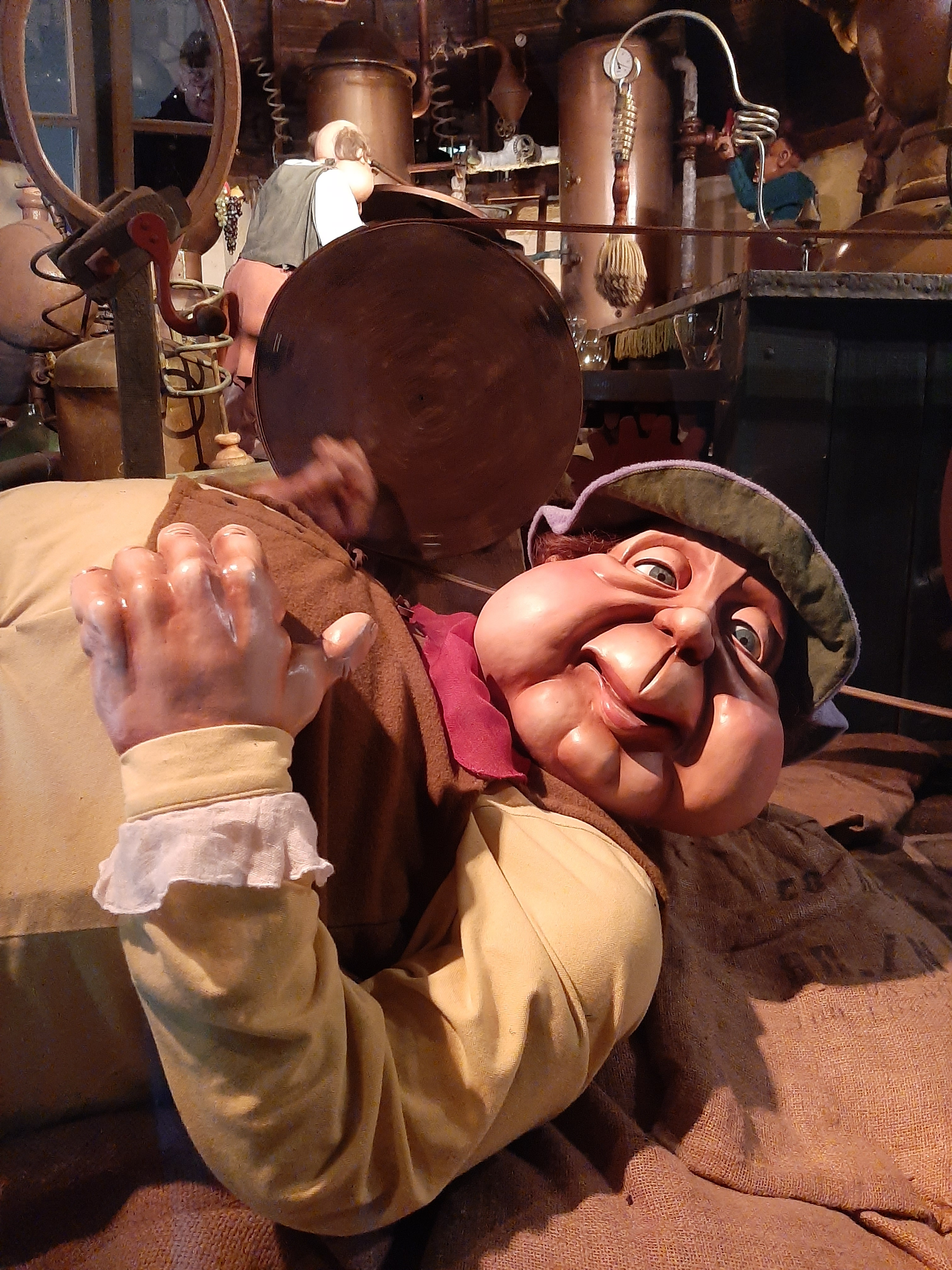
Een van de Laven in de brouwerij.

Lal's Brouwhuys is een brouwerij waarin zes Laven aan het werk zijn. In het kijktafereel zijn verschillende machines en koperen ketels te zien en heeft iedere Laaf zijn eigen taak zoals het aandrijven van de machines of het controleren van de drank. In de scene hangen op verschillende plekken stukken perkament met teksten als: Tis stil in de Limburgse kolenmijnen en nog donker en wantookditisonzin. In de muur tegenover het kijktafereel zijn kleine kijkgaten bevestigd. Wanneer men hierdoor kijkt, ziet men het beeld dat een insect ziet (samengesteld oog). In de brouwerij is orgelmuziek te horen gemengd met borrelend geluid. Naast Lal's Brouwhuys ligt een vijver. Aan de rand van de vijver ligt tegen de brouwerij aan een Laaf te slapen in een rieten mand. De brouwerij heeft boven de vijver een uitbouw. Aan het uiteinde bevindt zich een waterrad en onder de uitbouw hangen bloempotten. De vijver is de bron van de Lavenlaak. Het beekje dat door het Lavenaar stroomt.

### Leunhuys

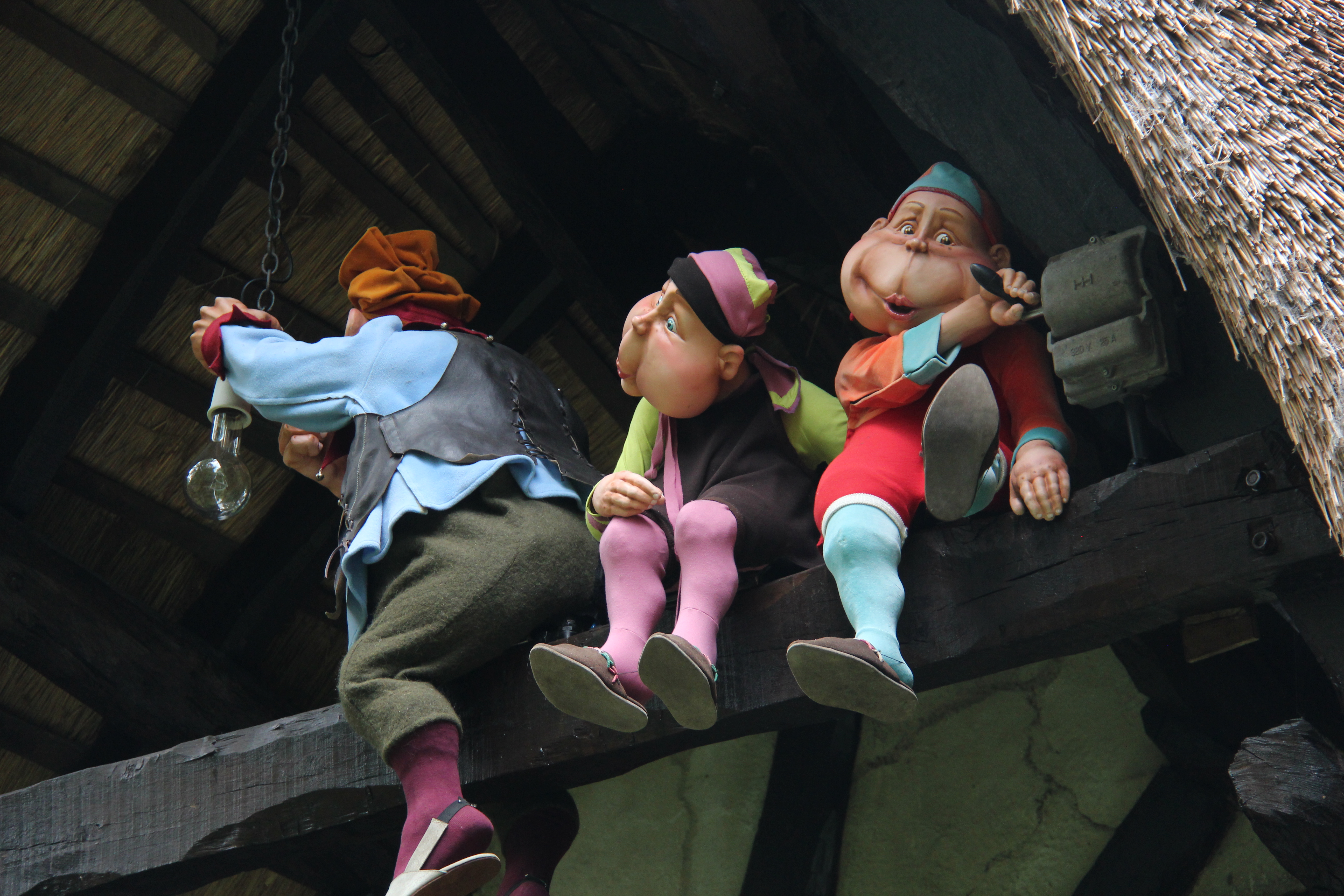
Lektriek samen met twee jonge Laven.

Het Leunhuys is een open gebouw. Op de begane grond loopt een wandelpad. Op de eerste verdieping ligt het spoor van de monorail. Waar de monorail het Leunhuys verlaat zitten drie Laven op een balk. Een van de Laven heet Lektriek en houdt een gloeilamp vast. Naast hem zitten twee jonge Laven. Een van de Laafjes bedient een stroomschakelaar die hij willekeurig door middel van een hendel activeert. Wanneer hij aan de hendel trekt, begint de gloeilamp te branden en gaat de muts van Lektriek omhoog staan. Langs het wandelpad nabij het Leunhuys hangt een soortgelijke schakelaar aan een houten paal. Wanneer een bezoeker de zwart hendel omhoog duwt, wordt hetzelfde effect gecreëerd. De gloeilamp gaat branden en Lektriek zijn muts gaat omhoog staan.

### Lurk en Limoenhuys

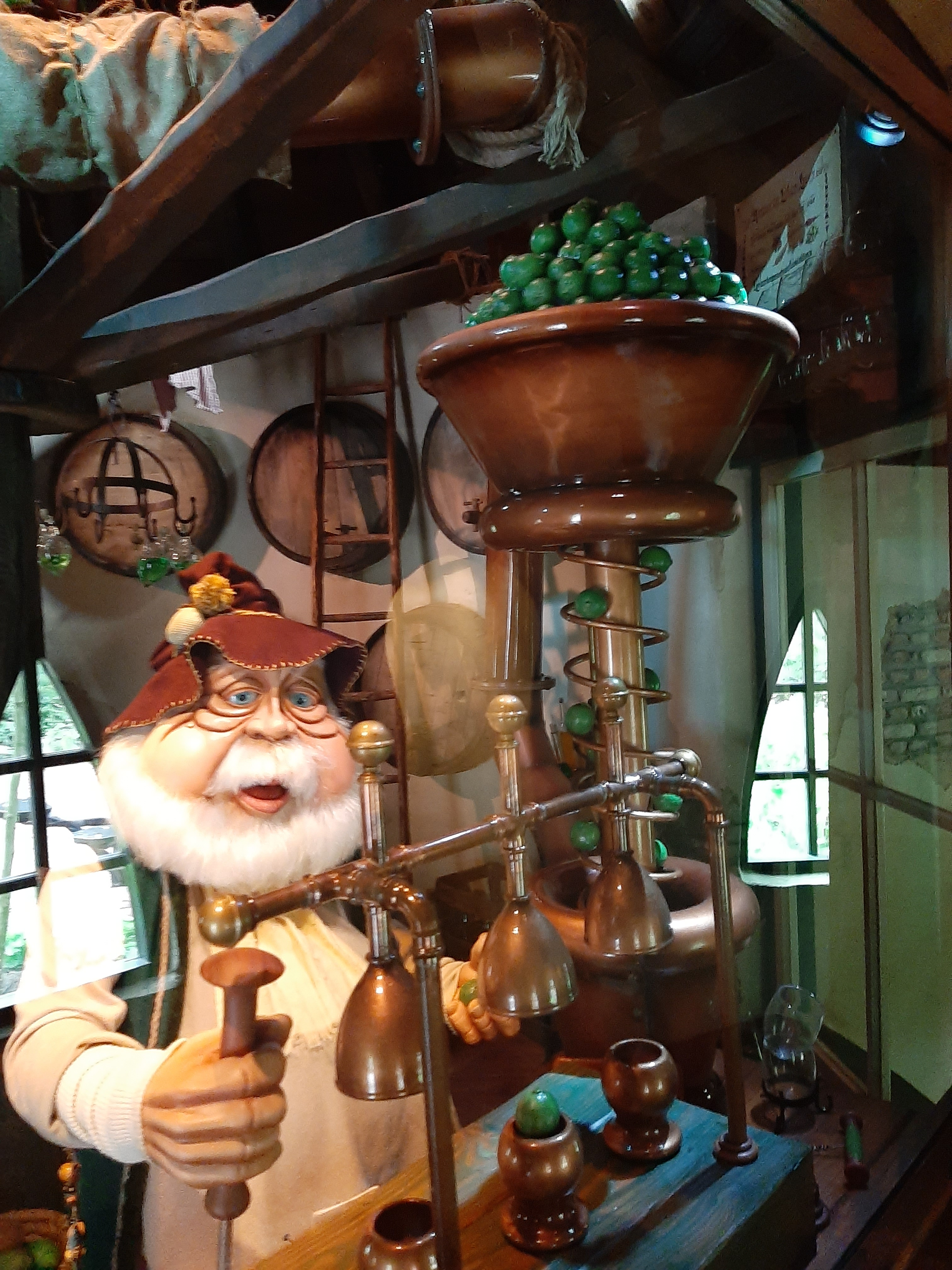
Laaf Lur aan het werk achter de Limoenpers.

Het Lurk en Limoenhuys is een rondvormig gebouw en ingericht als bar. Rondom het gebouw staan houten tafels en stoelen opgesteld. In de bar staat Laaf Luur achter een limoenpers, waarmee hij het spel balletje-balletje speelt. De limoenpers heeft plek voor drie limoenen. Iedere keer als de limoenpers omhoog komt, ligt er op een willekeurige plek een limoen of juist geen. Verder staan er in dezelfde ruimte een ketel en diverse glazen. Ook is het recept van de drank in de bar te vinden met de tekst: Lievelezerdoegeenmoeiteomdezeifludwantookditisonzin en er ligt een bon met een bestelling van Laaf Lavi. De meester van het Leerhuys dat verderop in het Lavenaar staat. Ook zijn er verwijzingen naar Lal's Brouwhuys te vinden in het Lurk en Limoenhuys. In het Lurk en Limoenhuys is vrijwel dezelfde muziek te horen als in het Slakkenhuys.
Vanaf de opening van het Lavenaar in 1990 tot en met 2003 was er in het Lurk en Limoenhuys een bar gevestigd. Het gebouw is 21 jaar gesloten geweest voor het publiek. In 2024 werd, zonder aankondiging, het Lurk en Limoenhuys geopend met een kijktafereel.

### Loof en Eerhuys

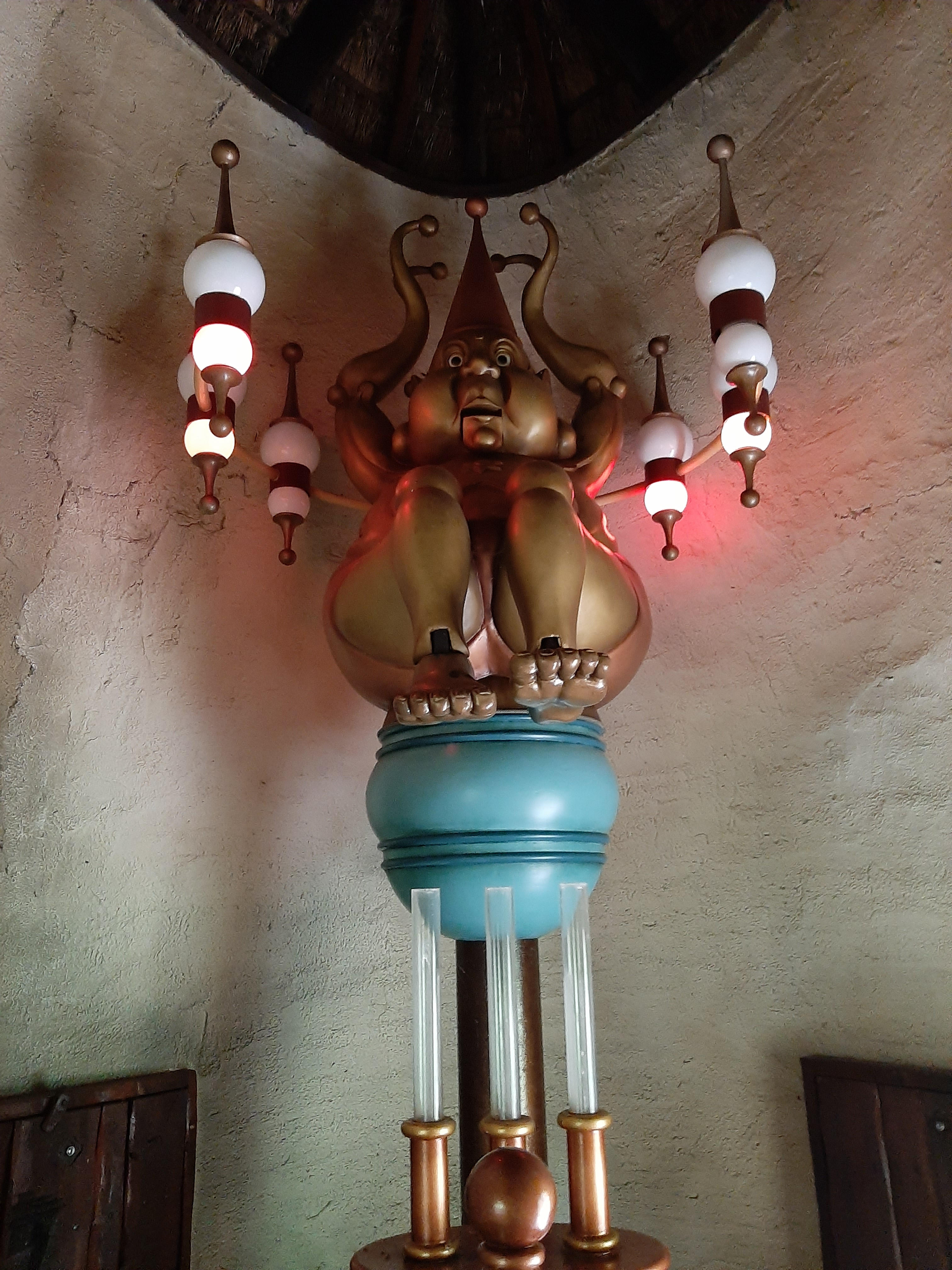
Het gouden beeld van Stamvader Laaf.

Het Loof en Eerhuys bestaat uit puntigvormige gebouwen. In het zuidelijke gebouw is een gat in de grond te zien met een uitstekende ladder. Dit is het gat waar, volgens de verhaallijn, de Laven uit de grond geklommen zijn. Op een rood hek dat voor het gat staat zijn twee speakers bevestigd in de vorm van een oor. Uit de 'oren' is het geluid van gravende Laven te horen. 
In het andere gebouw is een standbeeld te zien van een gouden Laaf met een rode puntmuts. Het standbeeld wordt omringd door zes lampen en voor het beeld staan drie kaarsen. Het gouden beeld stelt Stamvader Laaf voor. Op een rood hek staat een ketelvormig object met daarin een handafdruk. Wanneer een bezoeker zijn of haar hand hierop legt, wordt de scène geactiveerd. De Laaf zijn voeten beginnen te bewegen en er komen drie kaarsen omhoog. Ook zijn er geluidseffecten te horen.

### Lavelhuys

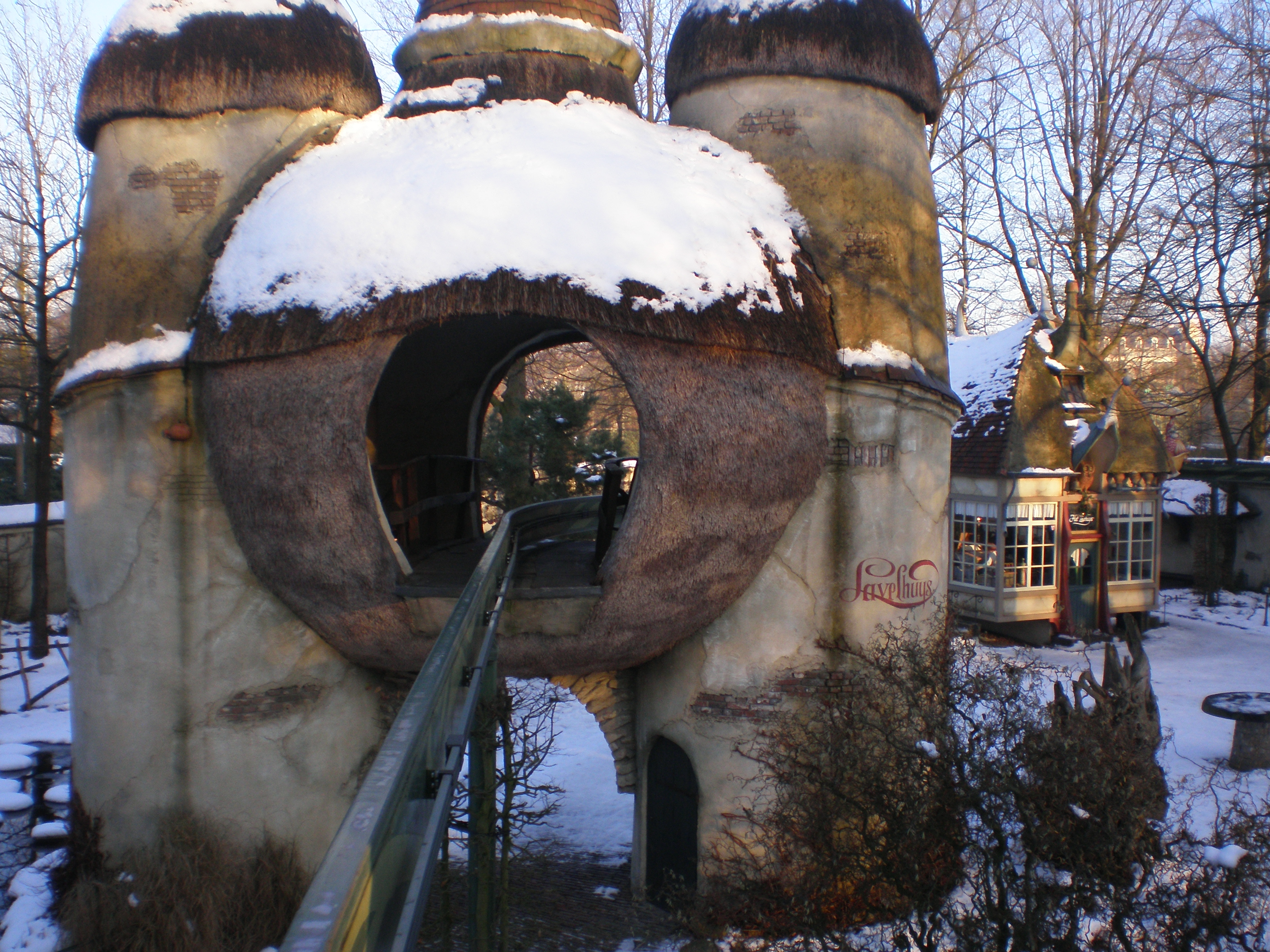
Het Lavelhuys, in de winter, vanuit de monorail.

Het Lavelhuys bestaat uit twee torens met in het midden een bolvormige constructie van riet. Onder deze constructie ligt een wandelpad. De twee torens hebben een koepel van riet. De scene in de attractie is alleen te zien vanuit de monorail op de eerste verdieping. In het Lavelhuys staat Laaf Lorrenloet op een houten ton te balanseren. Laaf Lorrenloet is een verzamelaar van beroep. Rondom hem liggen willekeurige objecten. en achter hem hangt een lamp. Tussen de monorail en de scene is een zwart net gespannen.
Naast het Lavelhuys ligt een vijver met daarin stapstenen. Hier kunnen bezoekers overheen lopen.

### Leerhuys

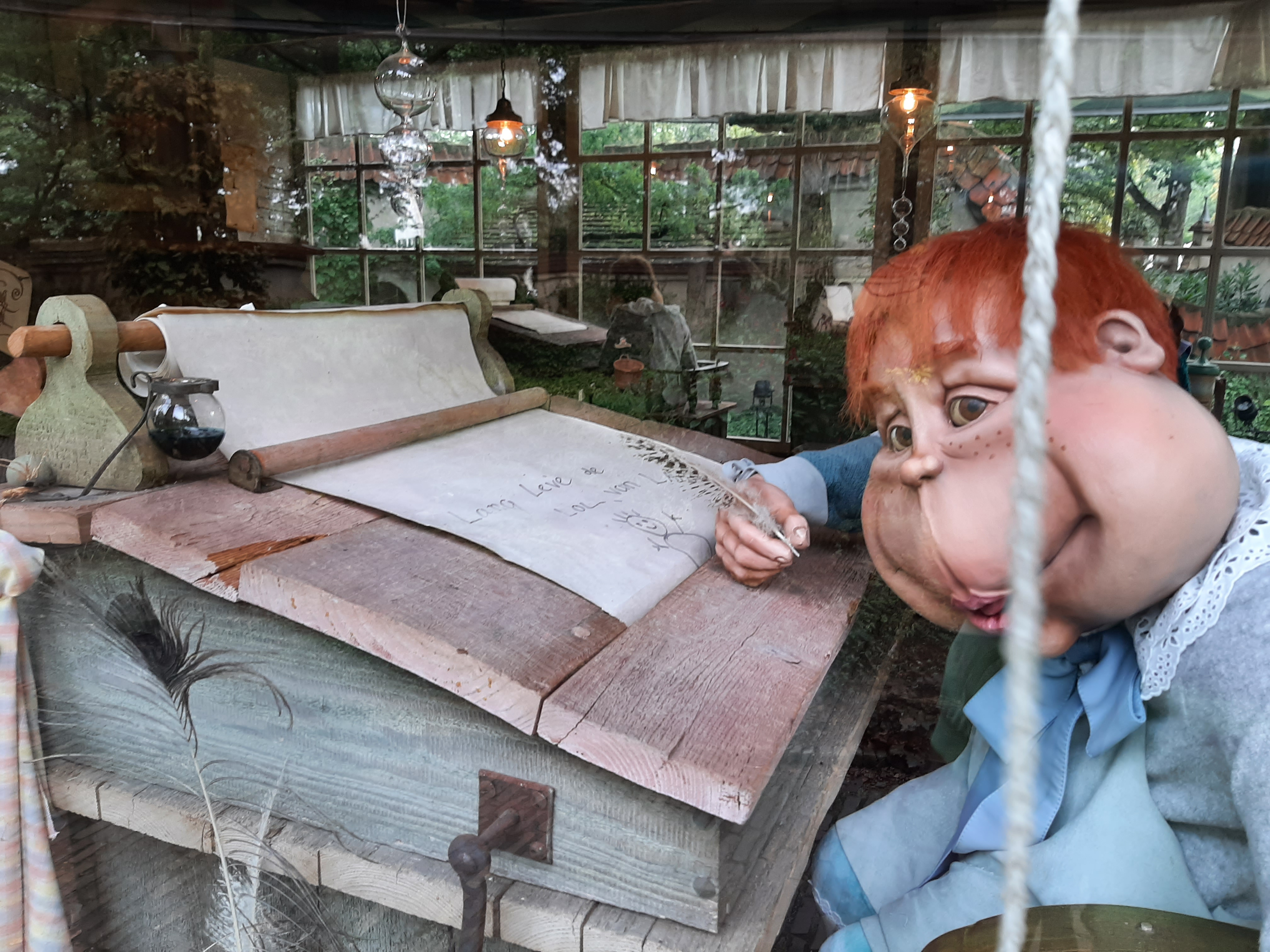
Een van de scholieren van het Leerhuys.

Het Leerhuys is een vierkant gebouw dat fungeert als school. Op de achterzijde na is het gebouw voorzien van grote hoge ramen. Rondom het gebouw staan zes stenen trappen opgesteld, zodat bezoekers naar binnen kunnen kijken. Boven de groene voordeur hangt een bel en staat een houten beeld van een uil. De uil symboliseert wijsheid. In het Leerhuys bevinden zich vijf Laven. Vier Laven zijn leerlingen en een Laaf is de docent. De docent heet Lavi en kijkt uit over de vier leerlingen. Hij staat op een verhoging achter een een houten bureau bestaand uit groene en rode planken. Voorop zijn bureau is een rood houten masker met een houten puntstuk bevestigd. Op zijn bureau staat een ganzenveer. De vier jonge Laven zitten ieder achter hun eigen bureau met daarop een ganzenveer en papier. Bezoekers kunnen de teksten op het papier lezen. Zo valt er te lezen: Lang leve de lol van Laaf. De Laaf die dit heeft geschreven trekt ook om de 33 seconden aan het touw van de bel boven de voordeur. Een andere Laaf heeft een fles met drinken naast zich staan en drinkt er af en toe uit. Een andere Laaf is bezig met een zakdoek. In het klaslokaal zijn allerlei objecten te vinden zoals een tekening, ammonieten en hangen er turquoise gekleurde jassen.

### Glijhuys

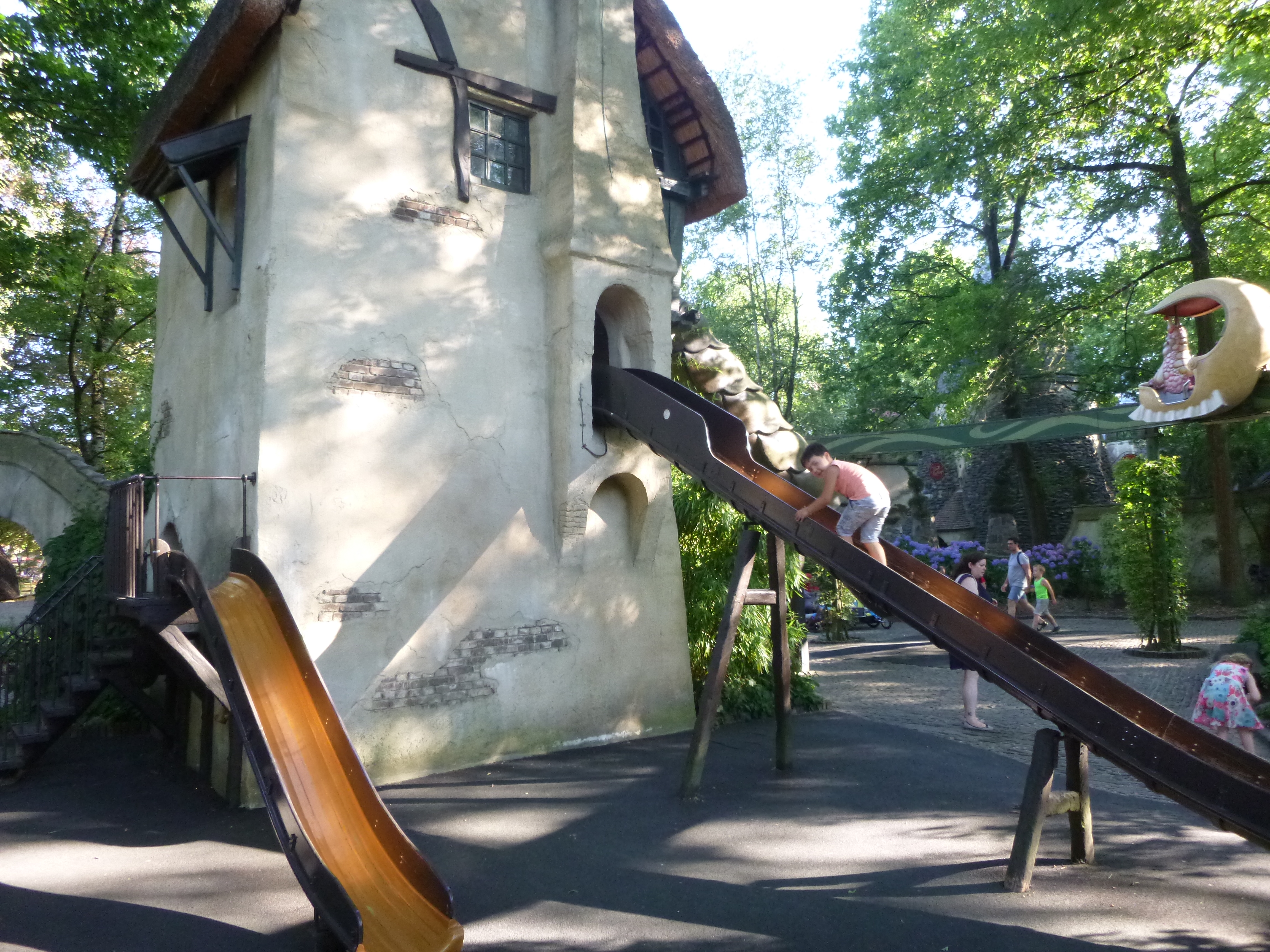
Twee van de glijbanen.

Het Glijhuys is een vierkante toren. Bovenop de toren staat een schoorsteen. Schoorsteenveger Grote Lef is bezig met het schoonmaken van de schoorsteen. Het gebouw bevat drie glijbanen. De laagste glijbaan is via de buitenzijde van het gebouw te bereiken. De overige twee glijbanen zijn te bereiken door het gebouw te betreden en via het trappenhuis naar de glijbaan te lopen. De hoogte glijbaan is volledig overdekt. In de eerste jaren na de opening was deze glijbaan niet overdekt.

### Lariekoekhuys

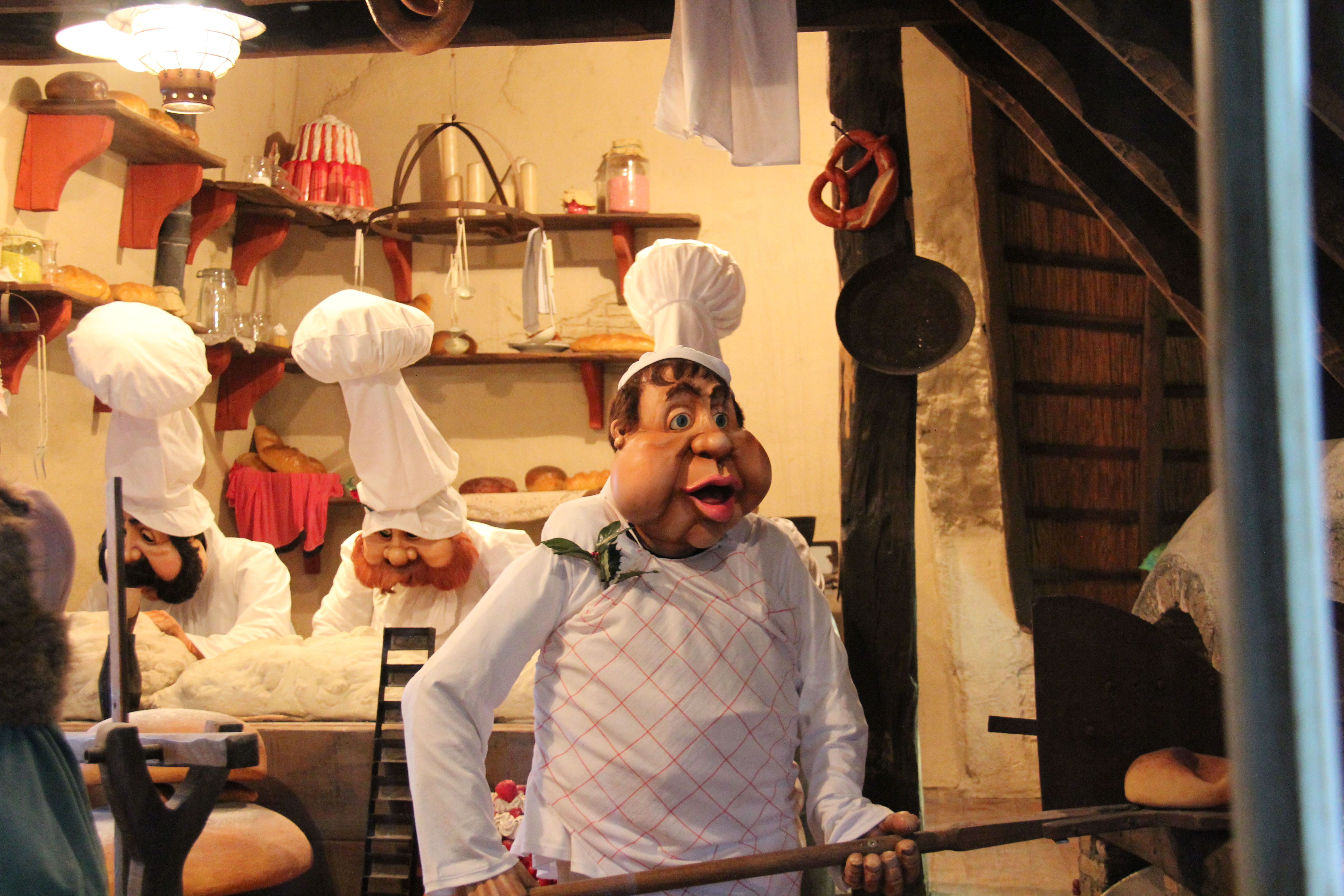
Laven aan het werk in het Lariekoekhuys.

Het Lariekoekhuys is de bakkerij van het Lavenaar. Aan de zuidzijde van het gebouw staat een molen. De bakkerij bevat zeven Laven. Twee Laven bevinden zich buiten het gebouw. Een Laaf, Leffie de bakkersknecht, zit vast aan de wieken van de molen en draait continue mee met de wieken in de rondte. Een tweede Laaf staat op het balkon met een deegroller in zijn hand te zwaaien naar Leffie in de wieken. Hij volgt Leffie met zijn hoofd. Boven de entree hangt een uithangbord met de naam Lariekoekhuys. Ook ligt er een stapel hout naast de entree. In het Lariekoekhuys zijn vijf Laven aan het werk. Drie bakkers zijn broden aan het kneden. Ze dragen alle drie een hoge witte bakkersmuts en hebben alle drie een volle baard. Iedere baard heeft een andere kleur: blond, zwart en rood. Een andere Laaf met een ronde witte bakkersmuts stopt het brood in de oven. Op de voorgrond staat een Laaf, niet in bakkerskleding, het meel te bewerken met een stamper. In de scène is muziek te horen op maat van de knedende bakkers.

### Lijn's Zweefhuys

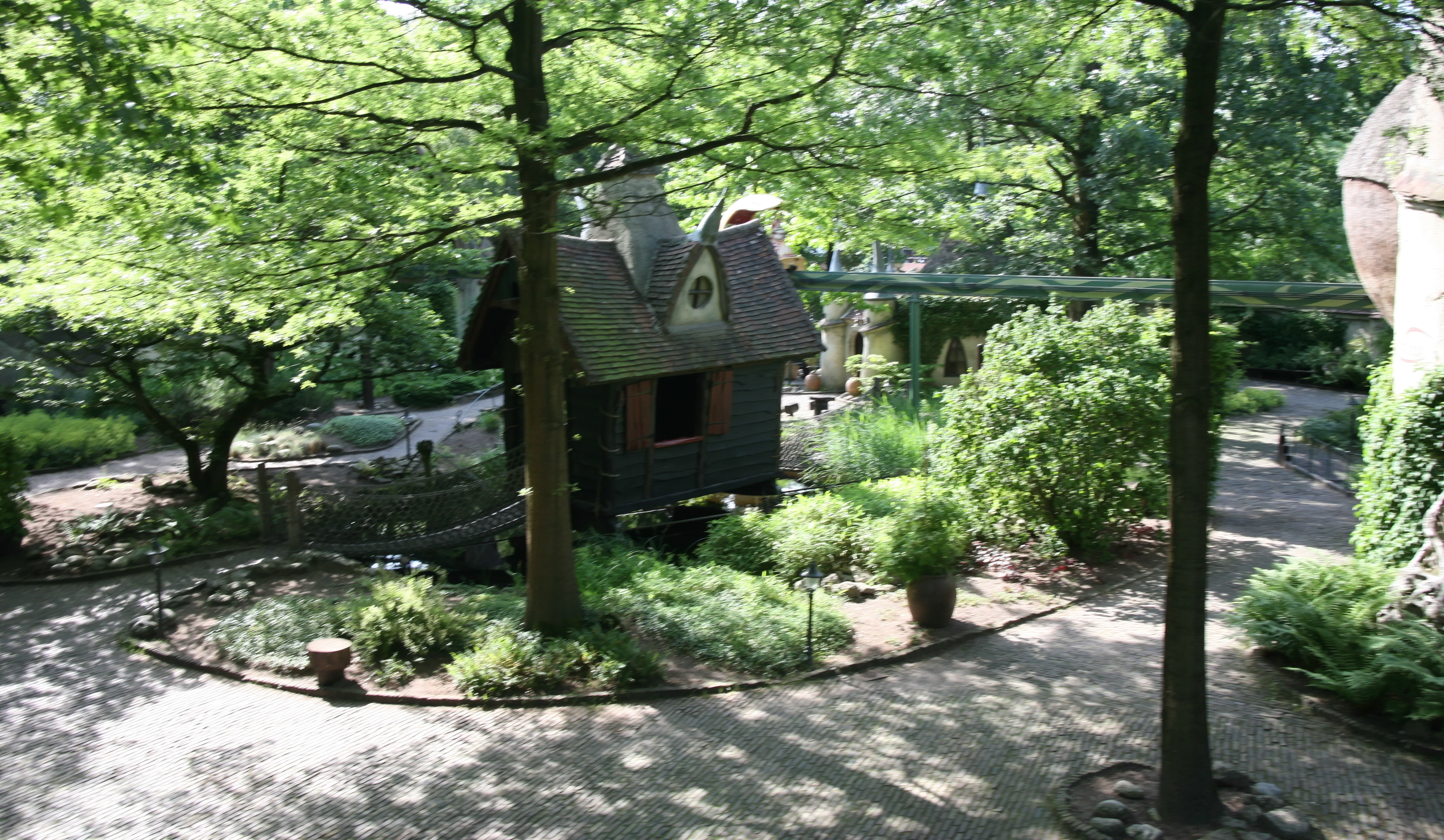
Lijn's Zweefhuys, gezien vanuit de monorail.

Lijn's Zweefhuys is een rechthoekig houten huis met een puntdak en twee erkers. Het gebouw ligt midden in een vijver en is alleen te bereiken via een van de twee touwbruggen. Het gebouw wordt bewoond door een touwslager. Echter, het houten gebouw is volledig leeg van binnen.

### Lachhuys

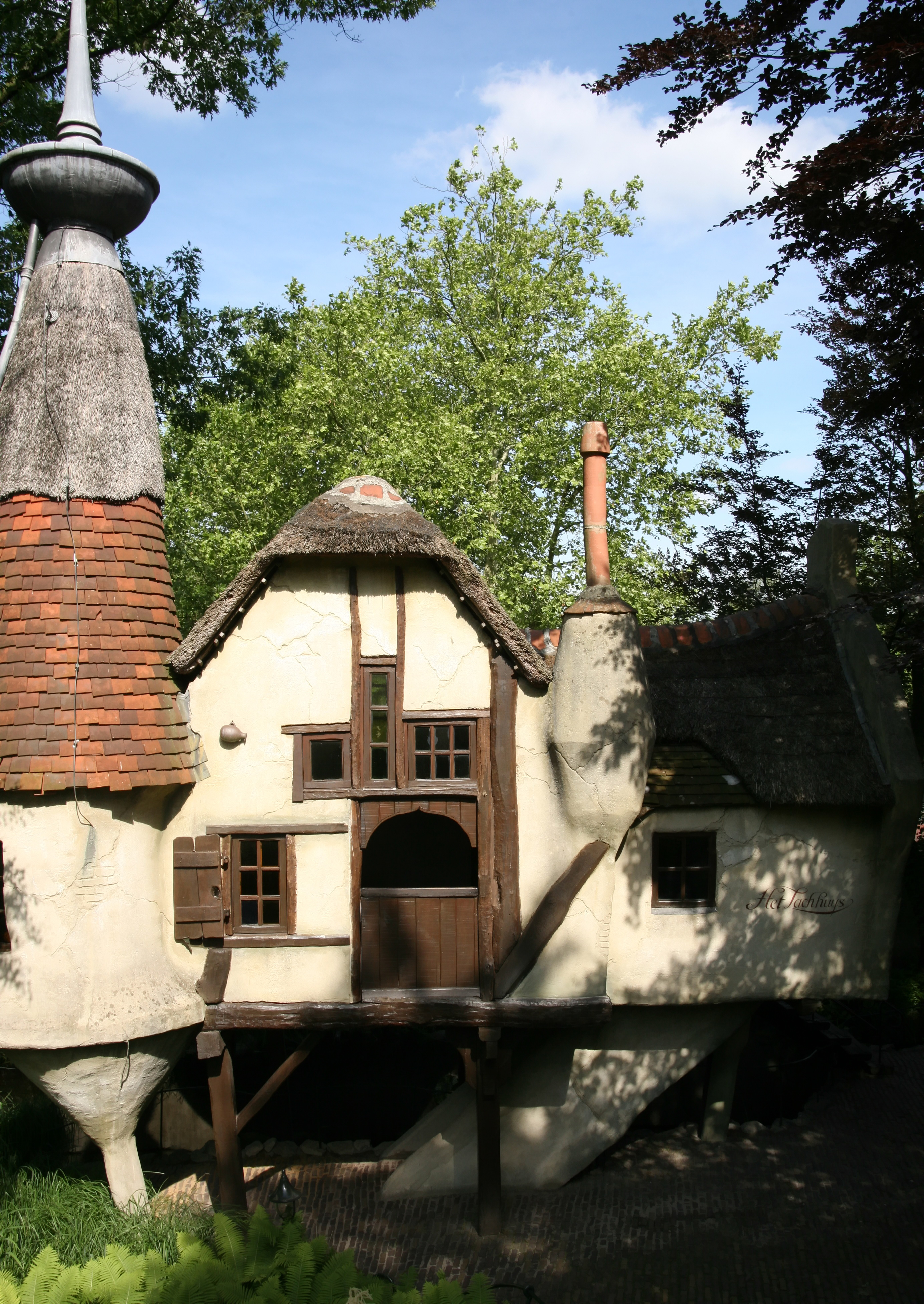
Het Lachhuys gezien vanuit de monorail

Het Lachhuys is een gebouw op palen. Het gebouw is te bereiken door middel van een van de twee trappen. In het gebouw is geen decoratie of Laaf aanwezig. Het betreft een lege ruimte. De naam Lachhuys verwijst naar de trap onder het gebouw. In een aantal houten traptreden zitten speakers verborgen. Wanneer een bezoeker op de desbetreffende traptrede gaat staan, wordt er een geluidseffect geactiveerd. Er zijn vijf verschillend geluiden te horen: een boer, een scheet, een lachende Laaf, een kat of au-roepende Laaf. Tijdens de Winter Efteling is er een zesde geluidseffect te horen. Een hoge stem zegt: "lekkere warme chocolademelk".

### Leedhuys
Het Leedhuys bestaat al sinds 1953, voor de bouw van het Lavenaar. Het heeft verschillende functies gehad zoals een EHBO-ruimte. Anno 2024 biedt het een verzorgingsruimte waar onder meer gekolfd kan worden. Het interieur is niet gedecoreerd naar het Lavenaar of Volk van Laaf. 

## Monorail

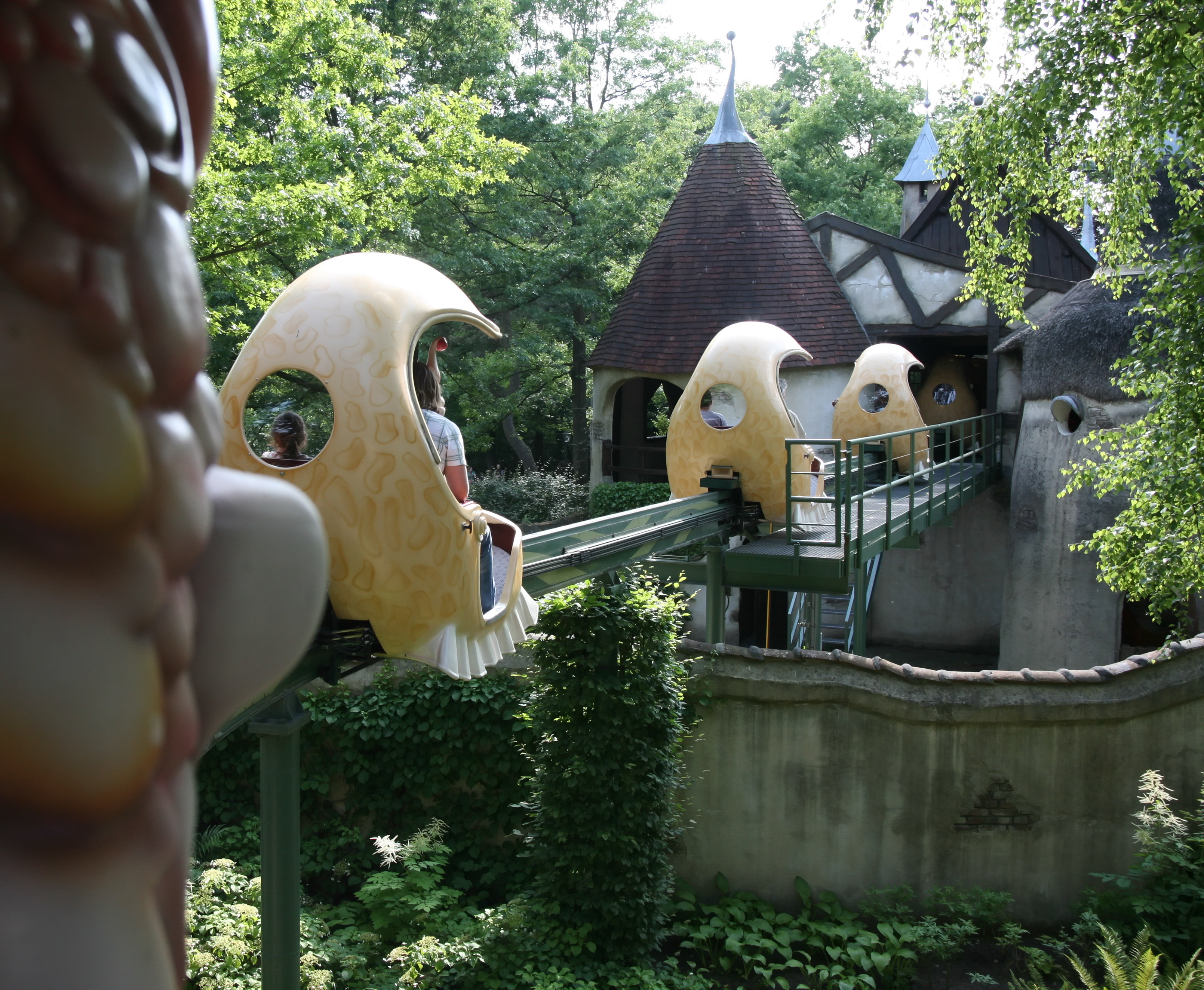
Een rij voertuigen voor het station.

Door het dorp ligt het traject van de monorail. Het traject is 450 meter lang, heeft een maximum hoogte van 3,55 meter en is gefabriceerd door Vekoma. Op het traject is plaats voor maximaal 25 voertuigen, met elk een eigen naam bestaand uit drie letters zoals: Lob, Len en Lub. Iedere naam van een voertuig begint met een L. Een rit in de monorail duurt zeven minuten. De monorail opende tegelijk met de rest van het Lavenaar op 12 april 1990. De voertuigen moesten op mensenkracht met behulp van pedalen voortbewogen worden. De voertuigen werden per 13 april 1995 gemotoriseerd, waarbij ook het traject ingekort werd ter hoogte van het huidige station werd een lus in de baan verwijderd. Het voormalige tracé van deze lus is nog te herkennen in het station. Direct aan de linkerkant na de uitgang bevindt zich een 'loze' open ruimte. 
Volgens het oorspronkelijke plan was het niet de bedoeling om een monorail aan te leggen in het Lavenaar. Echter op verzoek van de toenmalige directie heeft de ontwerper er een monorail aan toegevoegd. Om de attractie niet op te laten vallen is ervoor gekozen om het traject zoveel mogelijk te laten camoufleren.

## Merchandise

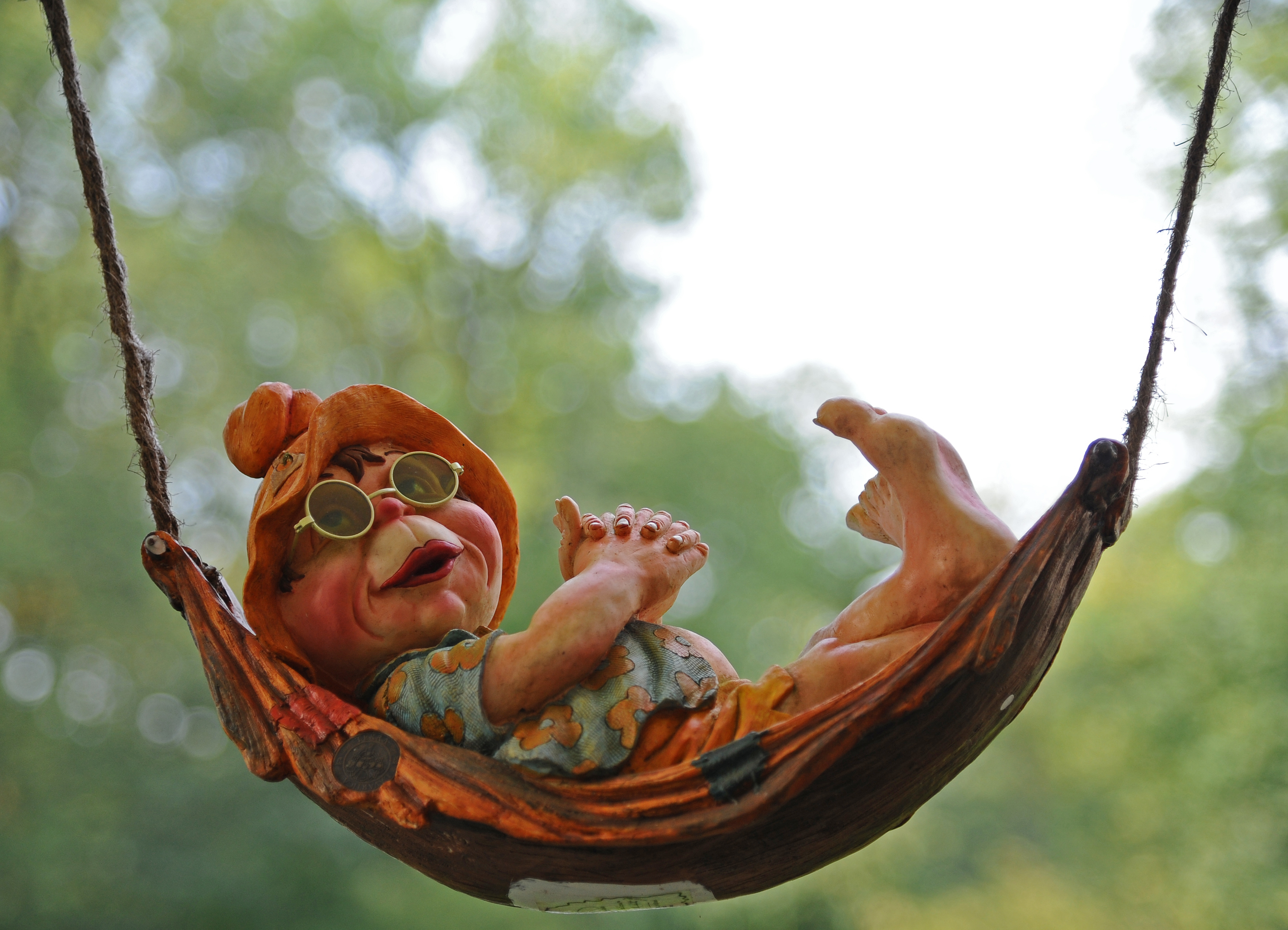
Beeldje van Laaf Products BV.

Sinds de opening van het Lavenaar zijn er tal van Laafgerelateerde producten ontwikkeld en verkocht zoals: ansichtkaarten, puzzels, beeldjes, drank en voeding. In 1996 werd het bedrijf Laaf Products BV opgericht. Twee jaar later werden er de eerste beeldjes van Laven gepresenteerd. De Laven waren binnen de kortste keren een succes in zowel het binnen- als buitenland. De beeldjes waren in allerlei formaten te koop voor zowel binnen- als buitenshuis. Verschillende Laven waren exclusief bij enkele winkels te koop zoals Blokker, Praxis, Intertoys en de kijkshop. In 1999 verschenen er in de Kijkshop ook modellen van de dorpshuizen in het Lavenaar. Begin jaren 00 nam de populariteit van de Lavenbeeldjes flink af en uiteindelijk werd de verkoop gestopt.
In de jaren 20 bracht het merk Luville in samenwerking van de Efteling een model uit van het Lariekoekhuys en Lonkhuys.